# فريدريك إتش داير
فريدريك إتش داير (بالإنجليزية: Frederick H. Dyer)‏ هو مؤرخ أمريكي، ولد في 2 يوليو 1849 في Greeneville (Norwich, Connecticut) ‏ في الولايات المتحدة، وتوفي في 21 سبتمبر 1917 في بوسطن في الولايات المتحدة.